# Alfredo Marcano
Alfredo Marcano (Cumaná, 17 de enero de 1947 – 5 de abril de 2009) fue un boxeador profesional venezolano, que compitió entre 1966 y 1975. Fue campeón júnior de pesos ligeros.

## Biografía
Durante su carrera, Marcano ganó el título de la WBA y títulos lineales de peso superpluma. Marcano desafió por el título de la AMB el 29 de julio de 1971 contra Hiroshi Kobayashi. La pelea tuvo lugar en Japón, el país natal del campeón. Marcano ganó la pelea con un KO técnico en el décimo asalto. 
Tras proclamarse campeón, Marcano regresó a Venezuela para realizar su primera defensa, ante el retador japonés Kenji Iwata, Marcano volvió a ganar con un KO. Iba a ser la única defensa de su título, ya que perdió por decisión unánime ante Ben Villaflor en su siguiente pelea. Después de la pelea, Marcano se mantuvo invicto hasta septiembre de 1974, cuando desafió sin éxito a Bobby Chacón por el vacante Título de peso pluma del CMB, la pelea terminó en el noveno asalto con Chacón anotando un KO. En marzo de 1975 fue noqueado de nuevo, esta vez por Art Hafey, en lo que sería su última pelea. Maracano murió en abril de 2009 a la edad de 62 años.